# Dariusz Siatkowski
Dariusz Siatkowski (ur. 31 lipca 1960 w Koszalinie, zm. 11 października 2008 w Tuszynie) – polski aktor i reżyser. Szerokiej widowni znany był głównie z roli Pawła Zawady w komedii Romana Załuskiego Kogel-mogel (1988) i sequelu Galimatias, czyli kogel-mogel II (1989). Ponadto występował w filmach Władysława Pasikowskiego (Kroll, Słodko gorzki, Reich), Jana Jakuba Kolskiego (Pogrzeb kartofla, Małopole czyli świat) i Kazimierza Kutza (Śmierć jak kromka chleba).

## Wczesne lata
Urodził się i dorastał w Koszalinie, gdzie w 1975 ukończył Szkołę Podstawową nr 23 im. Lotników Polskich. W latach 1975–1980 uczęszczał do Technikum Drogowego w Koszalinie o profilu budowa dróg i mostów. Następnie podjął studia na Wydziale Aktorskim w Państwowej Wyższej Szkole Teatralnej im. Ludwika Solskiego w Krakowie, którą ukończył w 1984. Za rolę Gromotrubowa w przedstawieniu dyplomowym Nikołaja Gogola Płaszcz w reżyserii Jerzego Treli otrzymał nagrodę na II Ogólnopolskim Przeglądzie Sztuk Dyplomowych Szkół Teatralnych w Łodzi.

## Kariera teatralna
Zaraz po ukończeniu studiów, otrzymał angaż od Bohdana Hussakowskiego, ówczesnego dyrektora łódzkiego Teatru im. Stefana Jaracza, z którym związał się na stałe w latach 1984–1992, 1994–1996 i od roku 1997. W 1999 zdobył wyróżnienie w I Turnieju Monologów na XXXIX Kaliskich Spotkaniach Teatralnych, a za rolę tytułową w tragedii Sofoklesa Król Edyp otrzymał łódzką Złotą Maskę za najlepszą rolę męską. W 2000 odebrał nagrodę marszałka województwa łódzkiego z okazji Międzynarodowego Dnia Teatru. W 2001 kreacja Johna Proctora w spektaklu Arthura Millera Czarownice z Salem przyniosła mu nagrodę na XLI Kaliskich Spotkaniach Teatralnych, a za rolę Astrowa w przedstawieniu Antona Czechowa Wujaszek Wania w reż. Jacka Orłowskiego odebrał drugą Złotą Maskę. Stworzył wyraziste role - m.in. Johannesa w Dzienniku uwodziciela (1985) Kierkegaarda, Segismunda w Życiu snem (1990) Calderona, Oberona w Śnie nocy letniej (1997) Szekspira czy szeryfa Talbotta w Skórze węża (2002) Tennessee Williamsa.
Występował także w teatrach: im. Juliusza Słowackiego w Krakowie (1992–1994) i Polskim we Wrocławiu (1996–1997). W 2005 zadebiutował jako reżyser sztuki Konstantina Kostenki Klaustrofobia.

## Śmierć

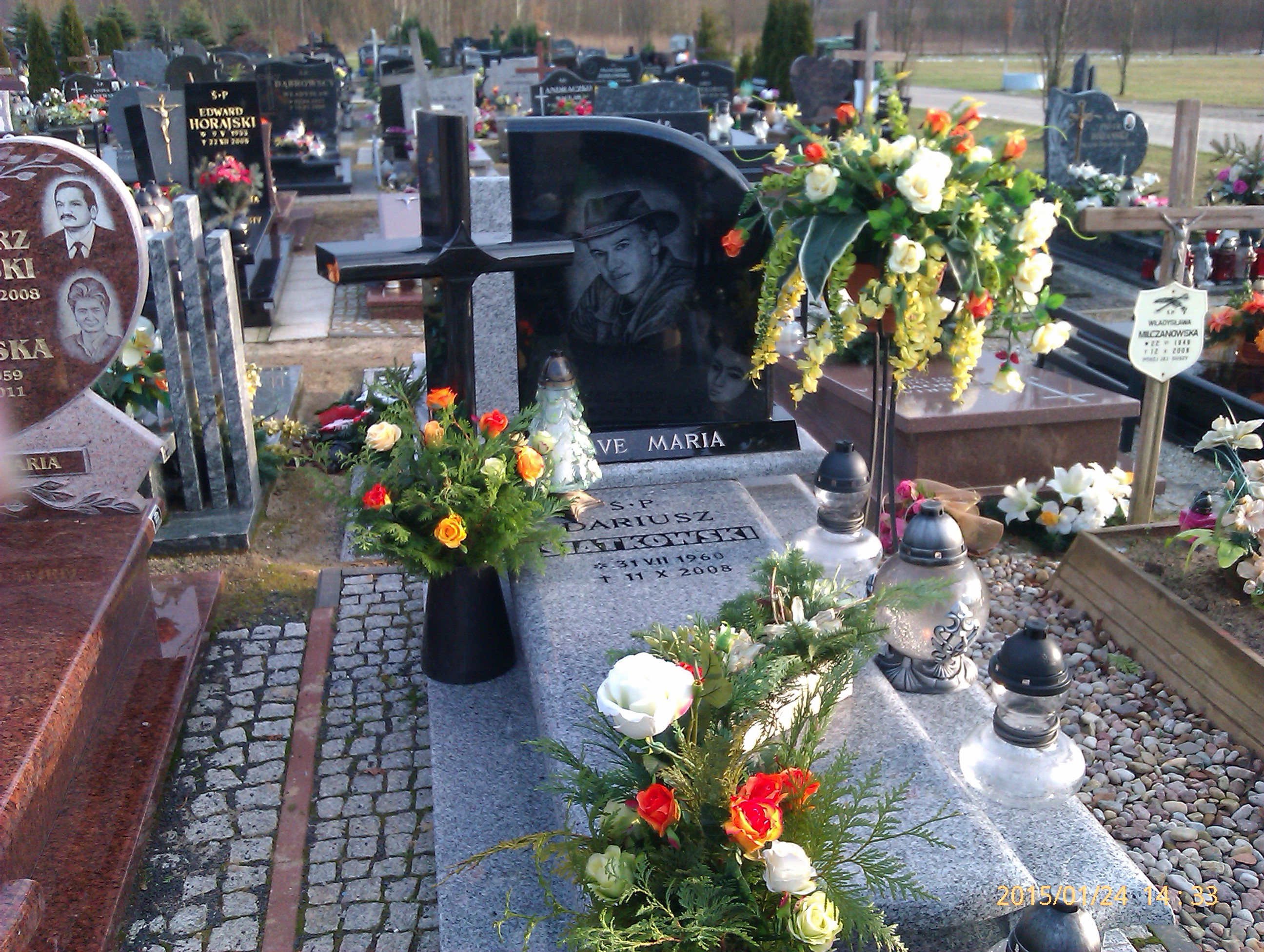
Grób Dariusza Siatkowskiego na Cmentarzu Komunalnym w Koszalinie

Zmarł nagle 11 października 2008 w jednym z hoteli w okolicach Łodzi w wieku 48 lat. Został pochowany 16 października na cmentarzu przy ul. Gnieźnieńskiej w rodzinnym Koszalinie. Mimo licznych spekulacji medialnych i teorii spiskowych, przyczyna śmierci została jednoznacznie ustalona jako nagłe zatrzymanie krążenia w wyniku przedawkowania leków na przeziębienie, a badania toksykologiczne nie wykazały obecności narkotyków ani innych niedozwolonych substancji w organizmie.

## Filmografia
- 1984: Zdaniem obrony Pętla dla obcego, reż. Wojciech Strzemżalski – jako jeden z zabójców Mirosławy Kantyki
- 1985: Sceny dziecięce z życia prowincji, reż. Tomasz Zygadło – jako Julian S.
- 1985: Tanie pieniądze, reż. Tomasz Lengren – jako Jaś „Bykowaty”
- 1987: Trójkąt bermudzki, reż. Wojciech Wójcik – jako Krzysztof Sitarek, kochanek Barbary
- 1988: Kogel-mogel, reż. Roman Załuski – jako Paweł Zawada
- 1988: Pogranicze w ogniu odc. 5, 6, reż. Andrzej Konic – jako porucznik Konrad Piątkowski
- 1988: Pomiędzy wilki, reż. Juliusz Janicki – jako kelner w kantynie
- 1989: Galimatias, czyli kogel-mogel II, reż. Roman Załuski – jako Paweł Zawada, mąż Kasi
- 1989: Kanclerz odc. 3, 4, reż. Ryszard Ber – jako Spytko Jordan
- 1990: Kanalia, reż. Tomasz Wiszniewski – jako lejtnant Kalinka
- 1990: Leśmian, reż. Leszek Baron – jaki Adamowicz
- 1990: Pogrzeb kartofla, reż. Jan Jakub Kolski – jako Tadek Mazurek
- 1991: Trzy dni bez wyroku, reż. Wojciech Wójcik – jako oficer dyżurny MO
- 1991: Kroll, reż. Władysław Pasikowski – jako Artur, boy hotelowy
- 1994: Śmierć jak kromka chleba, reż. Kazimierz Kutz – jako Stanisław Gondek, dowódca oddziału ZOMO
- 1995: Szabla od komendanta, reż. Jan Jakub Kolski – jako Iwanek, narzeczony Hanki
- 1996: Słodko gorzki, reż. Władysław Pasikowski – jako redaktor „Informacji Warszawskich”
- 1997: Lata i dni, reż. Marek Piestrak – jako Szymon
- 1998: Demony wojny według Goi, reż. Władysław Pasikowski – jako pilot helikoptera
- 1998-1999: Życie jak poker – jako doktor Szymon Zieliński
- 2000: Twarze i maski odc. 1-4, 8, reż. Feliks Falk – jako Jakub Romańczuk, mąż Katarzyny
- 2001: Małopole, czyli świat, reż. Jan Jakub Kolski – jako Kazik Woszek
- 2001: Reich, reż. Władysław Pasikowski – jako gangster Marcin Zięba „Seler”
- 2003: Na dobre i na złe odc. 153, 154 – jako doktor Mazur, ortopeda operujący Monikę
- 2003: Rozwód czyli odrobina szczęścia w miłości, reż. Lech Mackiewicz – jako Świadek Jehowy
- 2003-2005: Sprawa na dziś, reż. Mikołaj Haremski – jako mąż Marleny
- 2005: PitBull, reż. Patryk Vega
- 2005: Pitbull – jako technik kryminalistyki (odc. 1)
- 2006: Olek, reż. Sławomir Kulikowski
- 2007-2008: Fala zbrodni odc. 90, 92, 94, 97, 100, 101, 103, reż. Filip Zylber – jako detektyw
- 2008: Stary człowiek i pies, reż. Witold Leszczyński/Andrzej Kostenko – jako lekarz
- 2008: Teraz i zawsze, reż. Artur Pilarczyk

## Wybrane role teatralne
- Dziennik uwodziciela, S. Kierkegaarda, reż. M. Prus: Johannes
- Ferdydurke, W. Gombrowicza, reż. B. Hussakowski: Kopyrda
- Tytus Andronikus, W. Szekspira reż. M. Prus: Aaron
- Bramy raju, J. Andrzejewskiego, reż. W. Zawodziński: Aleksy Mellisen
- Trans-Atlantyk, W. Gombrowicza, reż. M. Grabowski: Lokaj – Pokojówka
- Wyzwolenie, S. Wyspiańskiego, reż. M. Prus: Geniusz
- Życie jest snem, P. Calderon, reż. W. Zawodziński: Segismundo
- Ułani, J.M. Rymkiewicz, reż. A. Zaorski: Lubomir
- Zimowa opowieść, W. Szekspira, reż. B. Hussakowski: Leontes
- Sen nocy letniej, W. Szekspira, reż. W. Zawodziński: Oberon
- Brand, H. Ibsena, reż. M. Jarnuszkiewicz: Einar
- Król Edyp, Sofoklesa, reż. R. Brzyk: Edyp
- Wesele, A. Czechowa, reż. W. Fokin: Jan Żet
- Sen srebrny Salomei, J. Słowackiego, reż. W. Zawodziński: Sawa
- Burza, W. Szekspira, reż. Z. Brzoza: Antonio
- Czarownice z Salem, A. Millera, reż. R. Brzyk: John Proctor
- Żałoba przystoi Elektrze, E. O’Neilla, reż. M. Grzegorzek: Adam Brandt
- Wujaszek Wania, A. Czechowa, reż. J. Orłowski: Astrow
- Skóra węża, T. Williamsa, reż. M. Grzegorzek: Szeryf Talbot
- Intryga i miłość, F. Schillera, reż. W. Zawodziński: Premier von Walter
- Klaustrofobia, K. Kostienki, reż. D. Siatkowski – Garin
- Widma, Marina Carr, M. Carr, reż. B. Sass: Rafael Coughlan